# Subtítulos (canción)
«Subtítulos» es una canción del cantante venezolano Lasso y la cantante mexicana Danna Paola. Fue lanzada como el 27 de septiembre de 2019 a través de Universal Music Group como el primer sencillo del primer EP de Lasso, Cuatro estaciones: primavera (2020).

## Antecedentes y promoción
El 22 de septiembre de 2019, Lasso anunció en redes sociales la canción a través de una publicación con una foto de la portada del sencillo donde posan él y Paola juntos, al igual que la etiquetó y añadió la descripción: «Cómo quisiera que tu corazón viniera con #Subtítulos», acompañada de la fecha de lanzamiento del sencillo. Lasso continuó con la promoción hasta el 26 de septiembre con una serie de videos relacionados con la canción en su cuenta de Instagram, y finalmente estrenó la canción acompañada de un video musical el 27 de septiembre.

## Composición y producción
«Subtítulos» es una canción de tres minutos y once segundos, es de género pop latino y tiene elementos de reguetón y del pop rock. Fue escrita por Lasso, Paola, Agustín Luis Zubillaga Sahagun y Luis Jesús Jiménez Burguera, y su producción estuvo a cargo de estos dos últimos.
La canción habla, según Lasso: «[...] de esa relación que empieza siendo fugaz y temporal, para terminar, cayendo enamorados por completo. El gran problema es que no sabes si la otra persona está en el mismo lugar que tú y no quieres decirle nada para que no se asuste. Ambos siguen jugando el juego, hasta que alguno ceda». La colaboración surgió después de que tanto él como Paola vivieran una situación similar de la que trata la canción.

## Video musical
El video musical se estrenó junto a la canción el 27 de septiembre de 2019, fue grabado en la Ciudad de México bajo la dirección de Nuno Gómez y Charlie Nelson. Actualmente el video cuenta con más de 23 millones de reproducciones en YouTube.

## Presentaciones en vivo
El 26 de diciembre de 2019, Lasso y Paola realizaron una presentación de la canción en el reality show mexicano La Academia. El 6 de octubre, el dúo interpretó nuevamente la canción, pero esta vez en un concierto de Lasso en Madrid como parte de su gira Souvenir Tour.

## Créditos
Adaptados de Tidal:
- Lasso - voz, compositor, letrista
- Danna Paola - voz, compositora, letrista
- Agustín Luis Zubillaga Sahagun - productor, compositor, letrista
- Luis Jesús Jiménez Burguera - productor, compositor, letrista

## Historial de lanzamiento
| Región | Fecha                | Formato                     | Discográfica                                  | Ref.   |
| ------ | -------------------- | --------------------------- | --------------------------------------------- | ------ |
| Varios | 4 de octubre de 2019 | Descarga digital, Streaming | Universal Music Group, Universal Music México | [ 11 ] |